# Isaack van Ruisdael

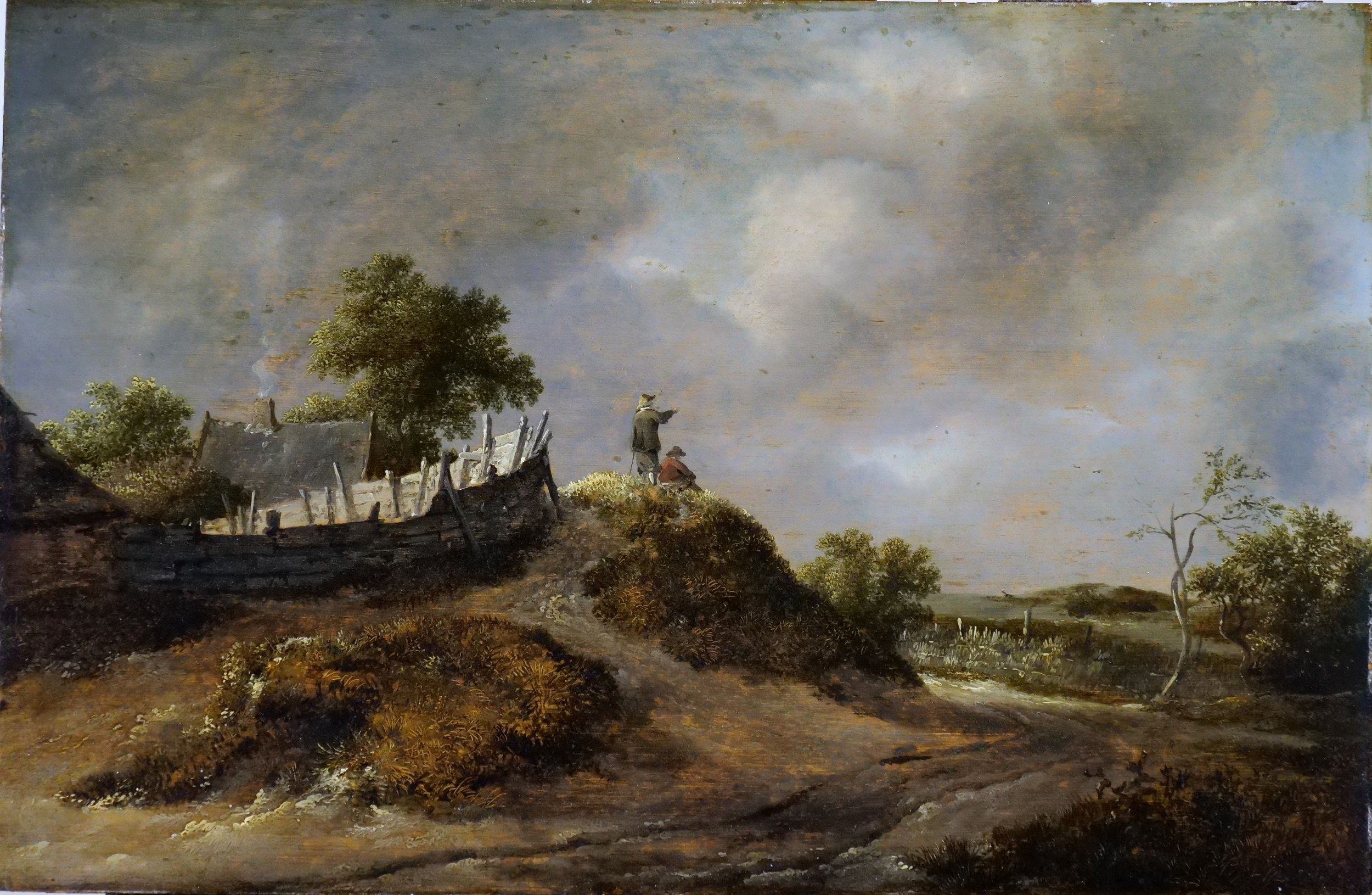
Duinlandschap met een omheining en wandelaars (Isaack van Ruisdael)

Isaack van Ruisdael (Naarden, 1599 – Haarlem, begraven op 4 oktober 1677) was een Noord-Nederlandse lijstenmaker, landschapsschilder en kunsthandelaar.
Hij was de zoon van de kistenmaker Jacob Jansz. de Goyer en de broer van schilder Salomon van Ruysdael. Rond 1626 vestigde hij zich in Haarlem, waar hij tot aan zijn dood actief bleef. Vermoedelijk behoorde Isaack tot de doopsgezinden. Onder de naam ‘Ysaacq de Goyer, weduwenaer van Naerden’ trouwde hij in 1628 met Mayken Cornelisdr. Zijn zoon Jacob van Ruisdael zou uitgroeien tot een beroemd landschapsschilder. In 1642 hertrouwde hij met Barbertje Hoevenaels; uit dit huwelijk werd een dochter geboren.
Isaack maakte ebbenhouten lijsten, maar hij stond ook geregistreerd als kunstkoper en schilder. Zijn financiële situatie was langdurig onzeker; hij kwam herhaaldelijk in aanraking met justitie wegens schulden en contractbreuk. Vanaf 1646 leek zijn situatie te verbeteren, vermoedelijk dankzij de financiële steun van zijn zoon Jacob.
Isaack genoot geen grote reputatie als kunstenaar; slechts enkele schilderijen en tekeningen zijn aan hem toegeschreven. Volgens Arnold Houbraken was hij tevens de leermeester van de landschapsschilder Isaac Koene.
- Biografisch Portaal: 76834820
- KulturNav: 202b9355-3fd2-415d-b3d3-e8673775c4e3
- RKD-Nederlands Instituut voor Kunstgeschiedenis: 68834
- Union List of Artist Names: 500018638
- Virtual International Authority File: 95795551